# Гіббсвілл (Вісконсин)
Гіббсвілл (англ. Gibbsville) — переписна місцевість (CDP) в США, в окрузі Шебойґан штату Вісконсин. Населення — 486 осіб (2020).

## Географія
Гіббсвілл розташований за координатами 43°38′57″ пн. ш. 87°50′6″ зх. д. / 43.64917° пн. ш. 87.83500° зх. д. (43.649117, -87.834943).  За даними Бюро перепису населення США в 2010 році переписна місцевість мала площу 2,22 км², з яких 2,21 км² — суходіл та 0,01 км² — водойми.

## Демографія
Згідно з переписом 2010 року, у переписній місцевості мешкало 512 осіб у 169 домогосподарствах у складі 147 родин. Густота населення становила 230 осіб/км².  Було 180 помешкань (81/км²).
Расовий склад населення:
| - 95,3 % — білих - 0,6 % — азіатів - 0,2 % — вихідців з тихоокеанських островів - 0,2 % — корінних американців - 0,2 % — чорних або афроамериканців - 1,8 % — осіб інших рас |

До двох чи більше рас належало 1,8 %. Частка іспаномовних становила 2,5 % від усіх жителів.
За віковим діапазоном населення розподілялося таким чином: 33,8 % — особи молодші 18 років, 59,0 % — особи у віці 18—64 років, 7,2 % — особи у віці 65 років та старші. Медіана віку мешканця становила 35,7 року. На 100 осіб жіночої статі у переписній місцевості припадало 99,2 чоловіків;  на 100 жінок у віці від 18 років та старших — 100,6 чоловіків також старших 18 років.
Середній дохід на одне домашнє господарство  становив 72 140 доларів США (медіана — 62 813), а середній дохід на одну сім'ю — 74 980 доларів (медіана — 65 417). Медіана доходів становила 57 500 доларів для чоловіків та 39 000 доларів для жінок. 
Цивільне працевлаштоване населення становило 267 осіб. Основні галузі зайнятості: виробництво — 37,8 %, освіта, охорона здоров'я та соціальна допомога — 23,6 %, роздрібна торгівля — 7,9 %, сільське господарство, лісництво, риболовля — 7,5 %.